# 330
330 foi um ano comum do século IV que teve início e terminou a uma quinta-feira, segundo o Calendário Juliano. A sua letra dominical foi D.
| Ano completo                        |
| ----------------------------------- |
| Ano comum com início à quinta-feira |

## Eventos
- Galicano e Símaco, cônsules romanos.[1]
- Segunda-feira, 11 de maio: Constantinopla se torna nova capital do Império Romano.[2]